# Shimazu Takahisa
Shimazu Takahisa (島津貴久?   1514 - 15 de julio de 1571) fue un daimyō japonés del período Sengoku de la historia de Japón. Fue hijo de Shimazu Tadayoshi y el decimoquinto líder del clan Shimazu.
Takahisa lanzó varias campañas militares con el afán de reclamar tres provincias: Satsuma, Osumi y Hyūga. Aunque tuvo avances notables, sería la siguiente generación la que culminaría la obra, quienes momentáneamente tomarían el control de toda la isla de Kyūshū.
Takahisa promovió activamente las relaciones con países extranjeros. Fue el primer daimyō en traer armas de fuego europeas a Japón, después del arribo de un barco portugués a Tanegashima en 1543. En 1549, dio la bienvenida al misionero Francisco Javier, a quien le garantizó seguridad en su dominio así como la libertad de expandir el catolicismo, aunque más tarde se retractaría debido a las protestas de monjes budistas. Takahisa mantuvo del mismo modo relaciones diplomáticas con el Reino de Ryukyu.